# الإجهاض في تونس
الإجهاض في تونس  (بالفرنسية: Avortement en Tunisie)‏ هو شرعي وقانوني منذ سنة 1973، ويقام مجانا، بطلب من الأم، حتى 3 أشهر من الحمل. تونس مع تركيا والبحرين، هي من الدول ذات الغالبية الإسلامية التي تسمح بالإجهاض ويكون فيها قانوني.

هذه الدولة لديها برنامج وطني للتنظيم الأسري، يغطي أيضا خدمات ممارسة الإجهاض الجراحي والدوائي، وذلك باستعمال تقنيات حديثة.

## السياق الثقافي
حتى وإن كان 98% من المجتمع التونسي مسلم، تعتبر تونس من الدول المسلمة النادرة التي تستند على نظرة ليبرالية ومتحررة من الشريعة الإسلامية في المواضيع التي تخص المرأة والأسرة. في نفس البلد يمنع تعدد الزوجات، وعمر الأدنى للزواج بالنسبة للجنسين هو 18 سنة. النساء التونسيات لديهم الحق في التصويت والعمل والطلاق.

## التنظيم الأسري
البرنامج الوطني للتنظيم الأسري أو العائلي بدأ تطبيقه منذ سنة 1976، وذلك 3 سنوات بعد تشريع الإجهاض وجعله قانونيا، وذلك حسب القواعد التالية:
- الخدمات تكون مجانية.
- الخدمات تقام على كل تراب الجمهورية التونسية.
- المرأة يمكن أن تختار بحرية طريقة تحديد النسل.
- المرأة يمكن أن تختار بحرية الإجهاض.

في تونس، عادة ما تقوم القابلات بتقديم خدمات الإجهاض اعتمادا على وصفات طبية. في البداية تم تقديم هذه الخدمات من قبل القطاع العام، وذلك قبل أن يدخل القطاع الخاص على الخط.

## عدد عمليات الإجهاض
في 1974، حوالي 427 12 عملية إجهاض أقيمت في تونس في المؤسسات العامة والخاصة. 

في 1984، حوالي 860 20 عملية إجهاض أقيمت في تونس في المؤسسات العامة والخاصة. 

في 1994، حوالي 999 19 عملية إجهاض أقيمت في تونس في المؤسسات العامة والخاصة. 

في 2004، حوالي 402 14 عملية إجهاض أقيمت في تونس في المؤسسات العامة والخاصة. 

في 2009، حوالي 699 14 عملية إجهاض أقيمت في تونس في المؤسسات العامة والخاصة. 

في 2014، حوالي 000 14 عملية إجهاض أقيمت في تونس في المؤسسات العامة فقط ولم يحدد العدد في المؤسسات الخاصة.

## مقالات ذات صلة
- حقوق المرأة في تونس
- مجلة الأحوال الشخصية

## روابط خارجية
- مرسوم عدد 2 لسنة 1973 مؤرخ في 26 ديسمبر 1973 يتعلق بتنقيح الفصل 214 من المجلة الجنائية على الموقع الرسمي لبوابة التشريع في تونس.
- مرسوم عدد 2 لسنة 1973 مؤرخ في 26 ديسمبر 1973 يتعلق بتنقيح الفصل 214 من المجلة الجنائية على موقع مبادرة النصوص القانونية المتعلقة بقطاع الأمن في تونس التابع لمركز جنيف للرقابة الديمقراطية على القوات المسلحة.